# Mạnh Quỳnh
Nguyễn Thanh Dũng (sinh ngày 22 tháng 4 năm 1971) thường được biết đến với nghệ danh Mạnh Quỳnh là một ca sĩ hải ngoại người Mỹ gốc Việt thành công với dòng nhạc vàng.

## Cuộc đời
Cha anh là một quân nhân Hoa Kỳ, gặp gỡ mẹ anh rồi thành hôn. Một thời gian ngắn sau khi anh chào đời, cha anh bị mất tích trong chiến tranh. Tuy sinh ở Sài Gòn nhưng vì cuộc sống khó khăn, Mạnh Quỳnh được mẹ gửi về quê ở với ông bà suốt 15 năm tuổi thiếu thời. Năm 15 tuổi, Mạnh Quỳnh lên Sài Gòn theo học bậc trung học và sống cùng mẹ tại ngôi nhà nằm trên đường Cao Đạt, Quận 5. Ngoài việc học văn hóa ở trường Trần Khai Nguyên, Mạnh Quỳnh còn đi học tư về cổ nhạc với nghệ sĩ nổi danh Ngọc Ẩn ở gần nhà. 
Tháng 9 năm 1992, hai mẹ con anh lên đường sang Hoa Kỳ định cư theo diện con lai. Trong gần 2 năm ở New York, Mạnh Quỳnh vừa đi làm ở một hãng điện tử vừa đi học thêm Anh văn vào buổi tối. Chỉ có hai mẹ con đùm bọc nhau nên Mạnh Quỳnh phải tạm bỏ dở việc học hành. Cuối cùng hai mẹ con quyết định chuyển về tiểu bang Minnesota và sống tại thành phố Burnsville cho đến nay. Tại đây Mạnh Quỳnh ghi tên học ngành điện toán song song với việc học về sáng tác, luyện thanh và guitar tại nhà do giáo sư người Mỹ hướng dẫn. Chỉ khoảng một năm sau, trong những lần hát giúp vui cho đám cưới, Mạnh Quỳnh đã được sự khuyến khích của bạn bè và anh đã thu một số nhạc phẩm và gởi sang trung tâm Người Đẹp Bình Dương. Giám đốc trung tâm này đã mời anh ký hợp đồng ngay sau đó, và vì một trong những nhạc phẩm thu âm đầu tiên của ca sĩ Mạnh Quỳnh là bài "Gõ cửa" của nhạc sĩ Mạnh Quỳnh trước năm 1975, nên anh đã chọn tên người nhạc sĩ ấy làm nghệ danh của mình. Anh còn có giọng hát với âm huởng của NSƯT Minh Phụng.
Mạnh Quỳnh song ca thành công và ăn ý nhất trên sân khấu với Phi Nhung. Ngoài ra còn có các nữ ca sĩ khác như Như Quỳnh, Hương Thủy, Tâm Đoan, Mai Thiên Vân, Khả Tú...
Anh là giám khảo của chương trình Solo cùng Bolero 2016.

## Sáng tác
Chú thích: Trước 1975 có một nhạc sĩ cũng tên Mạnh Quỳnh - tác giả bài Gõ cửa (Một lần ghé thăm).
Bài ''Một căn nhà mướn'' là tác phẩm của Phương Anh tức nhạc sĩ Thanh Phương. Trung tâm Thúy Nga ghi sai Mạnh Quỳnh và Cô Phượng.
- "20 năm tình vẫn đẹp"
- "Bài tình ca tân hôn"
- "Bạc tình ca"
- "Bến sông chờ"
- "Cánh thư quê nhà"
- "Cát bụi tình đời"
- "Cảm ơn cuộc đời"
- "Cho nhau nụ cười xuân"
- "Cho tình yêu mai sau"
- "Chôn sâu tình cũ"
- "Chuyện trò cuối năm"
- "Con trai nghèo" (Sáng tác đầu tay, 1995)
- "Cũng một chữ tình"
- "Cũng tại tôi nghèo"
- "Dứt tình"
- "Đêm nay bố không về"
- "Đời con gái"
- "Đừng hỏi vì sao"
- "Đường tình hai lối rẽ" (Khi mình hết thương nhau 2)
- "Giã biệt tình em"
- "Giấc mơ trong đời"
- "Giấc mộng đêm xuân"
- "Giữ mãi một tình yêu"
- "Hoa lòng anh vẫn tím"
- "Hạnh phúc đơn sơ"
- "Hạnh phúc đơn sơ 2"
- "Học trò ơi"
- "Hãy khóc đi em"
- "Huệ trắng năm xưa"
- "Kẻ sầu đời"
- "Kẻ tình si"
- "Khi mình hết thương nhau"
- "Khóc tình u mê"
- "Khúc tình buồn trong mưa"
- "Lặng lẽ bên người"
- "Lời cuối cho em"
- "Lời đắng trên môi"
- "Lời nguyện cầu"
- "Lời ru của mẹ"
- "Lệ tình buồn"
- "Mai của lòng tôi"
- "Mai em lấy chồng"
- "Mái tóc người thương"
- "Màu hoa dang dở"
- "Mẹ về trong mơ"
- "Mùa vu lan nhớ mẹ
- "Nghĩa phu thê"
- "Người giàu cũng khổ"
- "Người giàu tương tư"
- "Ngày em vu quy"
- "Nhẫn cỏ cho em 2"
- "Nhẫn cỏ cho em 3"
- "Nỗi đau tình phụ"
- "Phượng thắm sân trường"
- "Phiên chợ đời"
- "Sao anh nỡ đành"
- "Tâm sự người hát nhạc buồn"
- "Tiễn em cuối đường" (tiễn Phi Nhung)
- "Tìm em trong kỷ niệm"
- "Tình bạn tha hương"
- "Tình nghèo"
- "Tình chết trong mưa"
- "Tình không đoạn cuối"
- "Thương cha"
- "Thương mãi một người"
- "Thầy tôi" (Lê Hồng Phúc - Mạnh Quỳnh)
- "Tôi vẫn yêu em"
- "Trả (Lê Hồng Phúc - Mạnh Quỳnh)"
- "Trả lại em màu tím"
- "Trả lại tình anh"
- "Trách ai bây giờ"
- "Trọn mối tình si"
- "Trên bến sông chờ"
- "Tủi thân"
- "Vợ tôi"
- "Vì tôi nghèo"
- "Vòng tay hạnh phúc" (Hạnh phúc đơn sơ 3)
- "Ước mộng mùa xuân"
- "Xin anh đừng hứa"
- "Xin làm ánh sao đêm"
- "Xin đừng giận anh"
- "Xóa bỏ cuộc tình đau"
- "Xuân nào bên mẹ"
- "Xuân quê hương"
- "Xuân vắng em"
- "Xuân vẫn nhớ người"
- Tân cổ "Bạc trắng lửa hồng"
- Tân cổ "Con đường mang tên em"
- Tân cổ “Căn nhà màu tím”
- Tân cổ "Chữ hiếu chữ tình"
- Tân cổ "Cưới em"
- Tân cổ "Duyên nghèo"
- Tân cổ "Đoạn cuối tình yêu"
- Tân cổ "Đón xuân này nhớ xuân xưa"
- Tân cổ "Đà Lạt hoàng hôn, Thương về miền đất lạnh"
- Tân cổ "Đàn sáo Hậu Giang"
- Tân cổ "Gõ cửa"
- Tân cổ "Hai đứa giận nhau"
- Tân cổ "Hình bóng quê nhà"
- Tân cổ "Hờn anh giận em"
- Tân cổ "Kiếp tằm"
- Tân cổ "Mai lỡ mình xa nhau"
- Tân cổ "Mùa xuân xa quê"
- Tân cổ "Mất nhau rồi"
- Tân cổ "Mây chiều"
- Tân cổ "Ngày buồn" (bút danh Nguyễn Nhân Tâm)
- Tân cổ "Ngày tiễn đưa"
- Tân cổ "Nhớ người yêu"
- Tân cổ "Nếu chúng mình cách trở"
- Tân cổ "Qua lối nhỏ"
- Tân cổ "Ơn nghĩa sinh thành"
- Tân cổ "Phương trời xứ lạ"
- Tân cổ "Phận gái thuyền quyên"
- Tân cổ "Thành phố buồn"
- Tân cổ "Thương hoài ngàn năm" (bút danh Nguyễn Nhân Tâm)
- Tân cổ "Tình đời tay trắng"
- Tân cổ "Xin làm người xa lạ"
- Vọng cổ "Khóc bạn đêm mưa" (tiễn Phi Nhung)
- Vọng cổ "Duyên quê"
- Vọng cổ "Say"
- Vọng cổ "Tình phụ tử"
- Vọng cổ "Tình sử huyền trân công chúa"

## CD & DVD

### CD
- VSCD: 10 Tình Khúc Dâng Mẹ
- VSCD: Mực Tím Mồng Tơi, với Tâm Đoan
- VSCD107: Vì Trong Nghịch Cảnh, với Tâm Đoan
- TNCD216: Căn Nhà Màu Tím, với Phi Nhung (2000)
- TNCD236: Đoạn Cuối Tình Yêu, với Phi Nhung (2001)
- TNCD248: Số Nghèo (2001)
- AsiaCD163: Chuyện Người Con Gái Ao Sen, với Mạnh Đình, Trường Vũ, Bảo Tuấn (2001)
- TNCD263: Tân Cổ Giao Duyên, với Phi Nhung (2002)
- TNCD288: Tân Cổ Giao Duyên 2, với Phi Nhung (2003)
- TNCD326: Tân Cổ Giao Duyên 3, với Phi Nhung (2004)
- TNCD351: Say (2005)
- TNCD396: Tình Khúc Mạnh Quỳnh - Kẻ Sầu Đời (2007)
- Rạng Đông CD: Chuyện Ba Mùa Mưa, với Phi Nhung (2010)
- Rạng Đông CD: Đừng Nói Xa Nhau, với Phi Nhung (2010)
- TNCD483: Nếu Chúng Mình Cách Trở, với Phi Nhung (2011)
- Rạng Đông CD: Tình Nghèo (2011)
- Rạng Đông CD: Hoa Tím Bằng Lăng (2012)
- Sao Lòng Còn Thương (2015)
- Thúy Nga đại diện: Tình Không Đoạn Cuối (2016)
- Thương Mãi Một Người (2017)

### DVD
- Lương Sơn Bá, Chúc Anh Đài, với Phi Nhung (Thúy Nga đại diện)
- Hải Âu Phi Xứ, với Phi Nhung (2003, Thúy Nga đại diện)
- Về Quê Em, với Phi Nhung (2004, Thúy Nga đại diện)
- The Best of Phi Nhung & Mạnh Quỳnh from Paris By Night: Dù Anh Nghèo (2005, Thúy Nga)
- Nửa Đời Hương Phấn, với Như Quỳnh, Hương Thủy, Hoài Linh, Chí Tài, Hương Lan (2006, Thúy Nga)
- Bến Đợi, với Mai Thiên Vân, Phi Nhung, Hương Thủy (2014, Thúy Nga)
- Nối Lại Tình Xưa, với Phi Nhung (Rạng Đông)
- Liveshow Mạnh Quỳnh Chỉ Tại Tôi Nghèo (2014, Rạng Đông đại diện)
- Liveshow Mạnh Quỳnh 20 Năm Tình Vẫn Đẹp (2016, Rạng Đông đại diện)
- Liveshow Kỷ Niệm 20 Năm Tiếng Hát Mạnh Quỳnh - Cảm Ơn Cuộc Đời (2017, Thúy Nga đại diện)

## Trình diễn trên sân khấu

### Trung tâm Thúy Nga

#### Chương trình Paris By Night
| STT | Tiết mục | Thể hiện với | Chương trình       | Năm  |
| --- | --- | --- | ------------------ | ---- |
| 1   | Dù Anh Nghèo (Tô Thanh Tùng)                                                                                         | Phi Nhung | Paris By Night 52  | 1999 |
| 2   | LK Nghèo: Nghèo (Trần Quý), Hai Đứa Nghèo (Như Phy), Phận Nghèo (Lê Mộng Bảo)                                        | Trường Vũ, Mạnh Đình | Paris By Night 53  | 2000 |
| 3   | Tân Cổ: Căn Nhà Màu Tím (Hoài Linh, Loan Thảo)                                                                       | Phi Nhung | Paris By Night 53  | 2000 |
| 4   | Tân Cổ: Đoạn Cuối Tình Yêu (Tú Nhi, Loan Thảo, Mạnh Quỳnh)                                                           | Phi Nhung | Paris By Night 57  | 2000 |
| 5   | Số Nghèo (Như Phy)                                                                                                   | solo | Paris By Night 58  | 2001 |
| 6   | Câu Hát Tình Quê (Trần Quang Lộc)                                                                                    | solo | Paris By Night 59  | 2001 |
| 7   | LK Thất Tình: Tôi Mất Người Yêu (Hồng Vân, Trần Quý), Nghèo Tình (Trần Quý), Người Không Cô Đơn (Vinh Sử, Cô Phượng) | Trường Vũ, Mạnh Đình | Paris By Night 60  | 2001 |
| 8   | Tân Cổ: Phận Gái Thuyền Quyên (Nguyên Thảo, Giao Tiên, Mạnh Quỳnh)                                                   | Phi Nhung | Paris By Night 60  | 2001 |
| 9   | Yêu Người Chung Vách (Vinh Sử)                                                                                       | solo | Paris By Night 61  | 2001 |
| 10  | Tân Cổ: Lý Chim Quyên (Viết Chung, Loan Thảo)                                                                        | Phi Nhung | Paris By Night 62  | 2001 |
| 11  | LK Nhẫn Cưới: Trả Nhẫn Kim Cương (Vinh Sử), Vòng Nhẫn Cưới (Vinh Sử), Trao Nhau Nhẫn Cưới (Phạm Minh Cảnh)           | Phi Nhung, Như Quỳnh | Paris By Night 62  | 2001 |
| 12  | Tân Cổ: Mây Chiều (Nguyễn Nhất Huy, Mạnh Quỳnh)                                                                      | solo | Paris By Night 63  | 2002 |
| 13  | Tân Cổ: Duyên Nghèo (Mạnh Quỳnh)                                                                                     | Phi Nhung | Paris By Night 65  | 2002 |
| 14  | Lính Xa Nhà (Trịnh Lâm Ngân)                                                                                         | solo | Paris By Night 66  | 2002 |
| 15  | LK Cảm Ơn & Xuân Này Con Không Về (Trịnh Lâm Ngân)                                                                   | Phi Nhung, Như Quỳnh, Thế Sơn | Paris By Night 66  | 2002 |
| 16  | Tân Cổ: Hai Đứa Giận Nhau (Hoài Linh, Mạnh Quỳnh)                                                                    | Phi Nhung | Paris By Night 67  | 2002 |
| 17  | Vợ Tôi (Mạnh Quỳnh)                                                                                                  | solo | Paris By Night 68  | 2003 |
| 18  | LK Ly Cà Phê Cuối Cùng (Minh Kỳ, Thế Vinh), Chúng Mình Ba Đứa (Song Ngọc, Hoài Linh)                                 | Trường Vũ, Mạnh Đình | Paris By Night 69  | 2003 |
| 19  | Tân Cổ: Thành Phố Buồn (Lam Phương, Mạnh Quỳnh)                                                                      | Phi Nhung | Paris By Night 69  | 2003 |
| 20  | Chữ Tình (Lê Dinh)                                                                                                   | solo | Paris By Night 70  | 2003 |
| 21  | Tân Cổ: Hờn Anh Giận Em (Tuấn Lê, Mạnh Quỳnh)                                                                        | Phi Nhung | Paris By Night 71  | 2003 |
| 22  | Một Căn Nhà Mướn (Cô Phương, Mạnh Quỳnh)                                                                             | solo | Paris By Night 72  | 2004 |
| 23  | Tân Cổ: Phương Trời Xứ Lạ (Lâm Hoàng, Mạnh Quỳnh)                                                                    | Hương Thủy | Paris By Night 73  | 2004 |
| 24  | Rừng Lá Thay Chưa (Huỳnh Anh)                                                                                        | Hương Thủy | Paris By Night 74  | 2004 |
| 25  | Giờ Tý Canh Ba (Song Ngọc)                                                                                           | Như Quỳnh | Paris By Night 74  | 2004 |
| 26  | Bi Kịch: Nỗi Lòng Người Mẹ (Nhóm kịch Thúy Nga)                                                                      | Ngọc Đan Thanh, Chí Tài, Mỹ Huyền, Lê Thái Vy | Paris By Night 74  | 2004 |
| 27  | Tình Nghèo Có Nhau (Đài Phương Trang)                                                                                | solo | Paris By Night 75  | 2004 |
| 28  | Tân Cổ: Đón Xuân Này Nhớ Xuân Xưa (Châu Kỳ, Mạnh Quỳnh)                                                              | Phi Nhung | Paris By Night 76  | 2005 |
| 29  | Tân Cổ: Hình Bóng Quê Nhà (Thanh Sơn, Mạnh Quỳnh)                                                                    | Hương Thủy | Paris By Night 77  | 2005 |
| 30  | Chuyện Ba Người (Quốc Dũng, Xuân Kỳ)                                                                                 | solo | Paris By Night 78  | 2005 |
| 31  | Nối Lại Tình Xưa (Ngân Giang)                                                                                        | Như Quỳnh | Paris By Night 79  | 2005 |
| 32  | Mùa Xuân Lá Khô (Trần Thiện Thanh)                                                                                   | solo | Paris By Night 80  | 2006 |
| 33  | Tân Cổ: Ơn Nghĩa Sinh Thành (Dương Thiệu Tước, Mạnh Quỳnh)                                                           | Xuân Mai | Paris By Night 81  | 2006 |
| 34  | Tân Cổ: Chữ Hiếu Chữ Tình (Mạnh Quỳnh)                                                                               | Phi Nhung, Văn Chung | Paris By Night 82  | 2006 |
| 35  | Nhật Ký Đời Tôi (Thanh Sơn)                                                                                          | Hạ Vy | Paris By Night 83  | 2006 |
| 36  | Mười Năm Tái Ngộ (Thanh Sơn)                                                                                         | Mạnh Đình | Paris By Night 83  | 2006 |
| 37  | Làm Sao Biết Được (Song Phượng)                                                                                      | solo | Paris By Night 84  | 2006 |
| 38  | Ngày Xuân Tái Ngộ (Thanh Sơn)                                                                                        | Hà Phương | Paris By Night 85  | 2007 |
| 39  | Biết Đến Bao Giờ (Lam Phương)                                                                                        | solo | Paris By Night 88  | 2007 |
| 40  | Tân Cổ: Bạc Trắng Lửa Hồng (Thy Linh, Mạnh Quỳnh)                                                                    | Hương Thủy | Paris By Night 89  | 2007 |
| 41  | Thiếu Phụ Nam Xương (Hoàng Song Việt)                                                                                | Hương Thủy | Paris By Night 90  | 2007 |
| 42  | LK Không Bao Giờ Quên Anh (Hoàng Trang), Đừng Nói Xa Nhau (Châu Kỳ, Hồ Đình Phương)                                  | Hà Phương | Paris By Night 92  | 2008 |
| 43  | Tân Cổ: Nếu Chúng Mình Cách Trở (Tú Nhi, Mạnh Quỳnh)                                                                 | Phi Nhung | Paris By Night 95  | 2009 |
| 44  | LK Lại Nhớ Người Yêu (Giao Tiên), Ước Mộng Đôi Ta (Đài Phương Trang)                                                 | Phi Nhung | Paris By Night 96  | 2009 |
| 45  | Tân Cổ: Ngày Buồn (Lam Phương, Nguyễn Nhân Tâm)                                                                      | Phi Nhung | Paris By Night 100 | 2010 |
| 46  | Giọt Cafe Đầu Tiên (Trần Thiện Thanh)                                                                                | Trường Vũ | Paris By Night 101 | 2011 |
| 47  | LK Phượng Buồn (Tuấn Hải), Kỷ Niệm Nào Buồn (Hoài An)                                                                | Như Quỳnh | Paris By Night 104 | 2011 |
| 48  | LK Phận Nghèo (Lê Mộng Bảo), Chuyện Tình nghèo (Hàn Sinh)                                                            | Hương Thủy | Paris By Night 107 | 2013 |
| 49  | LK Trót Dại (Tuấn Hải, Lê Kim Khánh), Tình Chỉ Đẹp (Thủy Tiên)                                                       | Hạ Vy | Paris By Night 109 | 2013 |
| 50  | Hát Mãi Bài Tình Ca (Thái Thịnh)                                                                                     | Minh Tuyết, Như Loan, Tóc Tiên, Như Quỳnh, Don Hồ, Mai Thiên Vân, Hạ Vy, Hương Thủy, Quang Lê, Ngọc Hạ, Trần Thái Hòa, Thế Sơn, Châu Ngọc, Hồ Lệ Thu, Kỳ Phương Uyên, Mai Tiến Dũng, Quỳnh Vi, Trịnh Lam, Lương Tùng Quang, Diễm Sương, Duy Trường, Khánh Lâm, Tommy Ngô, Lynda Trang Đài, Đình Bảo, Ánh Minh, Hương Giang, Anh Tú, Thiên Tôn, Ý Lan, Ngọc Anh, Thu Phương, Giang Tử, Hương Lan, Thái Châu, Quang Dũng, Nguyễn Hưng, Thanh Hà, Lưu Bích, Tuấn Ngọc, Khánh Hà, Dương Triệu Vũ, Lam Anh, Bằng Kiều, Họa Mi, Elvis Phương | Paris By Night 109 | 2013 |
| 51  | LK Mùa Xuân Trên Cao (Trầm Tử Thiêng), Mùa Xuân Đó Có Em (Anh Việt Thu), Cảm ơn (Ngân Khánh)                         | Khánh Lâm, Tuấn Vũ | Paris By Night 110 | 2014 |
| 52  | Chôn Vùi Tâm Sự (Giao Tiên)                                                                                          | Mai Thiên Vân | Paris By Night 111 | 2014 |
| 53  | Đẹp Lòng Người Yêu (Ngọc Sơn, Tuấn Hải)                                                                              | Hà Thanh Xuân | Paris By Night 121 | 2017 |
| 54  | Tân Cổ: Thầm Kín (Phượng Linh, Tuấn Khanh)                                                                           | Hương Thủy | Paris By Night 125 | 2018 |
| 55  | Tân Cổ: Ngày Tiễn Đưa (Mạnh Quỳnh)                                                                                   | Phi Nhung | Paris By Night 126 | 2018 |
| 56  | Thất Tình Ca (Hàn Sinh)                                                                                              | Phi Nhung | Paris By Night 128 | 2019 |
| 57  | Tân Cổ: Đà Lạt Hoàng Hôn, Thương Về Miền Đất Lạnh (Minh Kỳ, Dạ Cầm, Mạnh Quỳnh)                                      | Hương Thủy | Paris By Night 129 | 2019 |
| 58  | LK Căn Nhà Màu Tím (Hoài Linh), Bài Ca Của Nàng (Hoài Linh, Tấn An)                                                  | Phi Nhung | Paris By Night 130 | 2020 |
| 59  | Hoa Đào Thương Nhớ (Hàn Sinh)                                                                                        | solo | Paris By Night 131 | 2021 |
| 60  | Lý Con Sáo Bạc Liêu (Phan Ni Tấn)                                                                                    | Phi Nhung (dùng lại giọng hát) | Paris By Night 132 | 2022 |
| 61  | Tân Cổ: Kiếp Tằm Của Mẹ (Mạnh Quỳnh)                                                                                 | Phạm Tuyết Nhung, Phi Nhung (dùng lại giọng hát) | Paris By Night 133 | 2022 |
| 62  | LK Thương Hận (Tú Nhi, Hồ Đình Phương), Túy Ca (Châu Kỳ, Trương Minh Dũng)                                           | Đan Nguyên | Paris By Night 134 | 2023 |
| 63  | Hơn Một Lời Cảm Ơn (Ngô Minh Tài)                                                                                    | Ngọc Anh, Ý Lan, Tuấn Ngọc, Khánh Hà, Bằng Kiều, Minh Tuyết, Trần Thái Hòa, Lam Anh, Đình Bảo, Kỳ Phương Uyên, Nguyễn Hồng Nhung, Ngọc Hạ, Tuấn Phước, Thiên Tôn, Hương Lan, Hoàng Oanh, Thanh Tuyền, Phương Hồng Quế, Thanh Hà, Quang Dũng, Trường Vũ, Như Quỳnh, Quang Lê, Thái Châu, Họa Mi, Nguyễn Hưng, Hương Thủy, Băng Tâm, Hoàng Nhung, Hà Thanh Xuân, Trịnh Lam, Phương Yến Linh, Ngọc Ngữ, Châu Ngọc Hà, Tâm Đoan, Phương Loan, Đan Nguyên, Lương Tùng Quang, Như Loan, Hoàng Mỹ An, Như Ý, Lâm Thúy Vân, Myra Trần, Don Hồ  | Paris By Night 134 | 2023 |
| 64  | Cố Nhân Ơi Giã Biệt (Song Ngọc)                                                                                      | solo | Paris By Night 137 | 2024 |
| 65  | LK Một Mai Giã Từ Vũ Khí, Tâm Sự Người Hát Bài Quê Hương (Trịnh Lâm Ngân)                                            | Quang Lê, Đan Nguyên, Ngọc Ngữ | Paris By Night 137 | 2024 |
| 66  | Tân cổ: Mùa Xuân Xa Quê (Tân nhạc: Hà Sơn, Vọng cổ: Mạnh Quỳnh)                                                      | Hoài Linh | Paris By Night 138 | 2025 |

#### Chương trình thu hình khác
| STT | Tên bài hát                                      | Thể hiện với                                 | Chương trình                                           | Năm  |
| --- | ------------------------------------------------ | -------------------------------------------- | ------------------------------------------------------ | ---- |
| 1   | Tân Cổ: Đêm Cuối (Ngọc Sơn, Loan Thảo)           | Phi Nhung                                    | The Best of Phi Nhung & Mạnh Quỳnh from Paris By Night | 2005 |
| 2   | Tạ Ơn Con Gái (Đinh Trầm Ca)                     | solo                                         | Paris By Night 109 VIP Party                           | 2013 |
| 3   | Tân cổ “Gõ Cửa” (Mạnh Quỳnh, tân cổ: Mạnh Quỳnh) | Mai Thiên Vân                                | Mai Thiên Vân Live Show - Nhật Ký Đời Tôi              | 2017 |
| 4   | Căn Nhà Dĩ Vãng (Đài Phương Trang)               | solo                                         | Mai Thiên Vân Live Show - Nhật Ký Đời Tôi              | 2017 |
| 5   | Nắng Chiều (Lê Trọng Nguyễn)                     | Mai Thiên Vân, Minh Tuyết, Hạ Vy, Đan Nguyên | Mai Thiên Vân Live Show - Nhật Ký Đời Tôi              | 2017 |
| 6   | Cũng Một Chữ Tình (Mạnh Quỳnh)                   | solo                                         | Paris By Night Tiếu Vương Hội                          | 2023 |

#### Chương trình Thúy Nga Music Box
| STT | Tên bài hát                                    | Thể hiện với           | Chương trình           | Năm  |
| --- | ---------------------------------------------- | ---------------------- | ---------------------- | ---- |
| 1   | Ơn Nghĩa Sinh Thành (Dương Thiệu Tước)         | Mai Thiên Vân          | Thúy Nga Music Box #5  | 2020 |
| 2   | Tình Cha (Ngọc Sơn)                            | solo                   | Thúy Nga Music Box #5  | 2020 |
| 3   | Hoa Sứ Nhà Nàng (Hoàng Phương)                 | Tuấn Vũ                | Thúy Nga Music Box #5  | 2020 |
| 4   | Đêm Nay Bố Không Về (Mạnh Quỳnh)               | solo                   | Thúy Nga Music Box #5  | 2020 |
| 5   | Con Đường Xưa Em Đi (Châu Kỳ & Hồ Đình Phương) | Tuấn Vũ, Mai Thiên Vân | Thúy Nga Music Box #5  | 2020 |
| 6   | Căn Nhà Dĩ Vãng (Đài Phương Trang)             | solo                   | Thúy Nga Music Box #22 | 2020 |
| 7   | Trả Lại Em Màu Tím (Mạnh Quỳnh)                | solo                   | Thúy Nga Music Box #22 | 2020 |
| 8   | Gặp Lại Cố Nhân (Hàn Sinh)                     | solo                   | Thúy Nga Music Box #22 | 2020 |
| 9   | Vọng cổ "Tình Phụ Tử" (Mạnh Quỳnh)             | Hương Thủy             | Thúy Nga Music Box #22 | 2020 |
| 10  | Duyên Kiếp (Lam Phương)                        | Phi Nhung              | Thúy Nga Music Box #42 | 2021 |
| 11  | Buồn Chi Em Ơi (Lam Phương)                    | solo                   | Thúy Nga Music Box #42 | 2021 |
| 12  | Phút Cuối (Lam Phương)                         | Phi Nhung              | Thúy Nga Music Box #42 | 2021 |
| 13  | Xin Thời Gian Qua Mau (Lam Phương)             | solo                   | Thúy Nga Music Box #42 | 2021 |
| 14  | Biển Tình (Lam Phương)                         | Phi Nhung              | Thúy Nga Music Box #42 | 2021 |
| 15  | Dòng Lệ (Lam Phương)                           | solo                   | Thúy Nga Music Box #42 | 2021 |
| 16  | Bài Tango Cho Em (Lam Phương)                  | Phi Nhung              | Thúy Nga Music Box #42 | 2021 |

### Trung tâm Asia
| STT | Tiết mục                       | Thể hiện với                              | Chương trình | Năm  |
| --- | ------------------------------ | ----------------------------------------- | ------------ | ---- |
| 1   | Tôi Chưa Có Mùa Xuân (Châu Kỳ) | solo                                      | ASIA 29      | 2000 |
| 2   | Cô Hàng Xóm (Lê Minh Bằng)     | solo                                      | ASIA 31      | 2000 |
| 3   | Cải lương: Tiếng Trống Mê Linh | Ngọc Huyền, Y Phụng, Văn Chung, Tuấn Châu | ASIA 75      | 2014 |

### Trung tâm Vân Sơn
| STT | Tiết mục                           | Thể hiện với | Chương trình | Năm  |
| --- | ---------------------------------- | ------------ | ------------ | ---- |
| 1   | Chuyện Đời Ca Sĩ (Song Ngọc)       | solo         | Vân Sơn 13   | 1999 |
| 2   | Nhớ Người Tình Phụ (Tô Thanh Tùng) | solo         | Vân Sơn 17   | 2000 |
| 3   | Vì Trong Nghịch Cảnh (Hoài Nam)    | Tâm Đoan     | Vân Sơn 17   | 2000 |

### Trung tâm Tình
| STT | Ca khúc                                    | Thể hiện với | Chương trình                      | Năm  |
| --- | ------------------------------------------ | ------------ | --------------------------------- | ---- |
| 1   | Nhẫn Cỏ Cho Em                             | solo         | Quê Hương Tình Yêu Và Tuổi Trẻ    | 1997 |
| 2   | Trở Về Cát Bụi (Minh Kỳ)                   | solo         | Quê Hương Tình Yêu Và Tuổi Trẻ 2  | 1998 |
| 3   | Chuyện Tình Ong Bướm                       | solo         | Quê Hương Tình Yêu Và Tuổi Trẻ 3  | 1998 |
| 4   | Phượng Hồng (Vũ Hoàng)                     | solo         | Quê Hương Tình Yêu Và Tuổi Trẻ 5  | 1999 |
| 5   | Hạnh Phúc Đơn Sơ (Nhạc và Lời: Mạnh Quỳnh) | solo         | Quê Hương Tình Yêu Và Tuổi Trẻ 6  | 1999 |
| 6   | Go Của Trai Tim (Vinh Su)                  | solo         | Quê Hương Tình Yêu Và Tuổi Trẻ 7  | 2000 |
| 7   | Vì Đâu Qua Cầu Đạp Xe                      | Phi Nhung    | Quê Hương Tình Yêu Và Tuổi Trẻ 8  | 2001 |
| 8   | Tình Đời...Kiếp Cầm Ca (Anh Bằng)          | Phi Nhung    | Quê Hương Tình Yêu Và Tuổi Trẻ 9  | 2001 |
| 9   | Lý Đất Giồng                               | Phi Nhung    | Quê Hương Tình Yêu Và Tuổi Trẻ 10 | 2002 |
| 10  | Người Giàu Tương Tư                        | solo         | Quê Hương Tình Yêu Và Tuổi Trẻ 11 | 2003 |

### Trung tâm Đỗ Thanh
| STT | Tiết mục                                       | Thể hiện với | Chương trình | Năm  |
| --- | ---------------------------------------------- | ------------ | ------------ | ---- |
| 1   | Có Bao Giờ (Đài Phương Trang)                  | solo         | Đỗ Thanh 15  | 2011 |
| 2   | Người Quên Kẻ Nhớ (Hàn Châu)                   | solo         | Đỗ Thanh 16  | 2011 |
| 3   | Lá Thư Miền Trung (Lam Phương, Hồ Đình Phương) | solo         | Đỗ Thanh 16  | 2011 |

## Hoạt động trong nhiều lĩnh vực

### Cải lương
| Nguyên Tuồng               | Vai diễn          | Ghi chú                                                  |
| -------------------------- | ----------------- | -------------------------------------------------------- |
| Lan và Điệp                | vai Điệp          | Trung tâm Tình phát hành năm 2000                        |
| Lương Sơn Bá, Chúc Anh Đài | vai Lương Sơn Bá  | Trung tâm Thúy Nga phát hành năm 2001; Thể loại Hồ Quảng |
| Hải Âu Phi Xứ              | vai Nguyễn Hòa    | Trung tâm Thúy Nga phát hành năm 2002; Thể loại Xã Hội   |
| Nửa Đời Hương Phấn         | vai Tùng          | Trung tâm Thúy Nga phát hành năm 2006; Thể loại Xã Hội   |
| Bến Đợi                    | vai Võ Thành Nhơn | Trung tâm Thúy Nga phát hành cuối năm 2014               |

### Kịch nói
| Tiêu đề             | Thể loại | Vai diễn    |
| ------------------- | -------- | ----------- |
| Tệ Hơn Vợ Thằng Đậu | Hài kịch | vai Đậu     |
| Ngao Sò Ốc Hến      | Hài kịch | vai Trùm Sò |

## Đời tư
Mạnh Quỳnh kết hôn vào năm 2004, vợ làm trong lĩnh vực tài chính và có hai người con trai.